# Sonic Mayhem
Sonic Mayhem – pseudonim używany przez niemieckiego twórcę muzyki do gier komputerowych, Saschę "Buzzfunka" Dikiciyana. Sonic Mayhem stworzył m.in. ścieżkę dźwiękową do gier Quake II i Tomorrow Never Dies, jak również część utworów do Quake III: Arena i wszystkie efekty dźwiękowe do Unreal Tournamenta. Sonic Mayhem wydawał również niezależne albumy muzyczne.
Styl Sonic Mayhem to przede wszystkim energiczna forma rocka industrialnego, z naciskiem na powtarzane fragmenty (chociaż jest to mniej wyraźne na albumach niebędących ścieżkami dźwiękowymi).

## Dyskografia
- Deus Ex: Mankind Divided (2016) – (razem z Michaelem McCannem)
- Doomsday (2015)
- The Long Dark (2014)
- Borderlands 2 (2012)
- Leviathan (ME3 DLC) (2012)
- Mass Effect 3 (2012)
- The Agency (2011)
- Arrival (ME2 DLC) (2011)
- Tron: Evolution (2010)
- MAG (2010)
- Kasumi: Stolen Memory (ME2 DLC) (2010)
- Borderlands (2009)
- Mortal Kombat vs. DC Universe (2009)

- Prototype (2009)
- Dark Messiah (2006)
- Hellgate: London (2006)
- Spyhunter: Nowhere to Run (2006)
- Battlezone PSP (2006)
- Splinter Cell 4: Double Agent (2005)
- Terminator: Rise of the Machines (2003)
- Music for Visual Media (2002)
- Sonic Mayhem Promo 2001 (2001)
- Quake III Arena Noize (2000)
- James Bond: Tomorrow Never Dies Video Game Soundtrack (2000)
- Quake II: The Reckoning (1998)
- Quake II: Ground Zero (1998)
- Quake II Soundtrack (1997)
- Methods of Destruction Quake Add-on (1996)